# فلوئورید منگنز (IV)
فلوئورید منگنز(IV) (به انگلیسی: Manganese(IV) fluoride) با فرمول شیمیایی MnF۴ یک ترکیب شیمیایی است. که جرم مولی آن ۱۳۰٫۹۳ g/mol می‌باشد. شکل ظاهری این ترکیب، جامد آبی است.